# Exocentrus galloisi
Exocentrus galloisi là một loài bọ cánh cứng trong họ Cerambycidae.